# Luís Costa
Pour les articles homonymes, voir Costa.
Luis Costa, né le 7 juin 1978 à Benguela, en Angola, est un joueur angolais de basket-ball, évoluant au poste d'arrière.

## Palmarès
- Champion d'Afrique 2007, 2009